# ماسکالی
ماسکالی (به ایتالیایی: Mascali) یک کومونه در ایتالیا است که در استان کاتانیا واقع شده‌است.

## خصوصیات
ماسکالی ۳۷٫۷ کیلومترمربع مساحت و ۱۲٬۴۹۸ نفر جمعیت دارد و ۱۸ متر بالاتر از سطح دریا واقع شده‌است.